# Pete Escovedo
Peter Michael Escovedo III, dit Pete, né le 13 juillet 1935 à Pittsburg en Californie, est un percussionniste américain, il a aussi joué de la basse. 

## Biographie
Avec deux de ses frères, Pete forme le Escovedo Bros Latin Jazz Sextet, qui comptent aussi dans ses rangs le saxophoniste Mel Martin et le tromboniste Al Bent. Ce groupe deviendra rapidement The Escovedo Brothers Band avec Pete à la basse et Coke aux percussions. Puis en 1971, lui et son frère Coke Escovedo jouent sur 2 albums de Cal Tjader, un batteur et vibraphoniste américain, Agua Dulce et Tjader. Et avant la fin de l'année, le guitariste Carlos Santana embauchent les deux frères Coke et Pete Escovedo pour son groupe Santana. Mais si Coke joue sur le troisième album Santana III, Pete lui n'est présent qu'en tournée. Toutefois, il trouve le temps de former un autre groupe Azteca, avec Neal Schon à la guitare, Paul Jackson à la basse, Lenny White à la batterie et son frère Coke Escovedo aux percussions entre autres musiciens. Un premier album éponyme voit le jour en 1972, suivi d'un deuxième en 1973 Pyramid of the moon mais le groupe, qui compta à un certain moment jusqu'à 25 musiciens, se sépare après la tournée. Enfin, Pete Escovedo fera une première apparition sur disque avec Santana sur l'album Moonflower en 1977, puis l'album suivant Inner secrets en 1978. On peut aussi le retrouver sur la compilation Viva Santana de 1988 avec son frère Coke Escovedo. Dès 1982, il publie plusieurs albums solo ainsi que des collaborations avec sa fille Sheila E. Puis il poursuit son travail de musicien de studio, jouant entre autres avec Barbra Streisand, son frère Alejandro Escovedo, Tony Toni Toné, The Glide Ensemble, etc. Et il travaille avec Tito Puente, Mike Vax & New Oakland Jazz Orchestra ainsi que Chick Corea et Poncho Sanchez.
Il est le père de Sheila Escovedo (Sheila E.) et de Peter Michael Escovedo (leader de Wayne Brady Show Band) et le frère de Alejandro Escovedo, Coke Escovedo, Javier Escovedo, Bobby Escovedo et Mario Escovedo (The Dragons). Il est aussi le grand-père de Nicole Richie, fille biologique de Peter.

## Discographie
- Avec Cal Tjader :
- 1971 : Agua Dulce (Fantasy Records) - Avec son frère Coke Escovedo, Pete joue la basse et les percussions.
- 1971 : Tjader (Fantasy Records) - Avec son frère Coke Escovedo

- Avec Azteca :
- 1972 : Azteca (Columbia Records)
- 1973 : Pyramid of the moon (Columbia Records)
- 2008 : From The Ruins (in-akustik)
- 2008 : La Piedra Del Sol (in-akustik) - DVD

- Avec Pete & Sheila Escovedo :
- 1977 : Solo Two (Fantasy Records)
- 1978 : Happy together (Fantasy Records)
- 1997 : Solo Two / Happy Together (Fantasy Records) - Compilation réunissant les 2 premiers albums.

- Avec Santana :
- 1977 : Moonflower - Joue les Timbales, Guiro, Maracas sur 4 chansons.
- 1978 : Inner secrets
- 1988 : Viva Santana! - Avec son frère Coke Escovedo - Compilation

- Avec Con Funk Shun :
- 1980 : Touch (Mercury Records)

- Solo :
- Albums studio :
- 1982 : The Island (EsGo Records)
- 1985 : Yesterday's Memories Tomorrow's Dreams (EsGo Records)
- 1988 : Mister E (Crossover Records)
- 1995 : Flying south (Concord Picante)
- 1997 : E Street (Concord Vista)
- 2000 : E Music (Concord Picante)
- 2003 : Live (Concord Records)
- 2013 : Live from Stern Grove (Concord Jazz)

- Compilation :
- 2001 : Whatcha Gonna Do (Concord Records) - Album double

- Avec Sheila Escovedo : 
- 1987 : Sheila E. (Paisley Park)
- 2013 : Icon (Moosicus Records) - Compilation

- Avec Sheila E., Pete Escovedo, Tito Puente :
- 1989 : Latina Familia (Verve Records)

- Avec Alejandro Escovedo :
- 1996 : With These Hands (Rykodisc)

- Avec Tony Toni Toné :
- 1996 : House of music (Mercury Records)

- Avec The Glide Ensemble :
- 1997 : Love to give (Glide Memorial UMC)

- Avec Barbra Streisand :
- 1997 : On holy ground (Columbia Records)

- Artistes Variés :
- 1998 : It's Time To Discover Jazz (EFA) - Avec Flora Purim, Herbie Hancock, Stanley Clarke, Omar Hakim, Airto Moreira, etc.

- Avec Mike Vax & New Oakland Jazz Orchestra, Cami Thompson, Pete Escovedo :
- 1999 : Alternate route (Sea Breeze Jazz)

- Avec Simon Phillips :
- 1999 : Another Lifetime (Magna Carta)

- Arturo Sandoval, Chick Corea, Poncho Sanchez, Pete Escovedo :
- 2000 : Jam Miami A Celebration Of Latin Jazz (Concord Records)

- Avec Sheila E. And The E-Train : 
- 2000 : Writes of passage (Concord Vista)

- Avec Etta James :
- 2010 : The Essential Etta James (Masterworks)

- Avec Charlie James :
- 2010 : Just Charlie (Jive)